# Cokeville
Cokeville est une municipalité américaine située dans le comté de Lincoln au Wyoming.
Lors du recensement de 2010, sa population est de 535 habitants. La municipalité s'étend sur 1,18 milles carrés (3,06 km2).
Le refuge faunique national des prairies de Cokeville, qui s'étend sur 26 km2 en 2014, se trouve au sud de la localité.